# Langenlehsten
Langenlehsten är en kommun och ort i Kreis Herzogtum Lauenburg i förbundslandet Schleswig-Holstein i Tyskland.
Kommunen ingår i kommunalförbundet Amt Büchen tillsammans med ytterligare 14 kommuner.